# Obus flèche
Pour les articles homonymes, voir Pénétrateur et KEP.

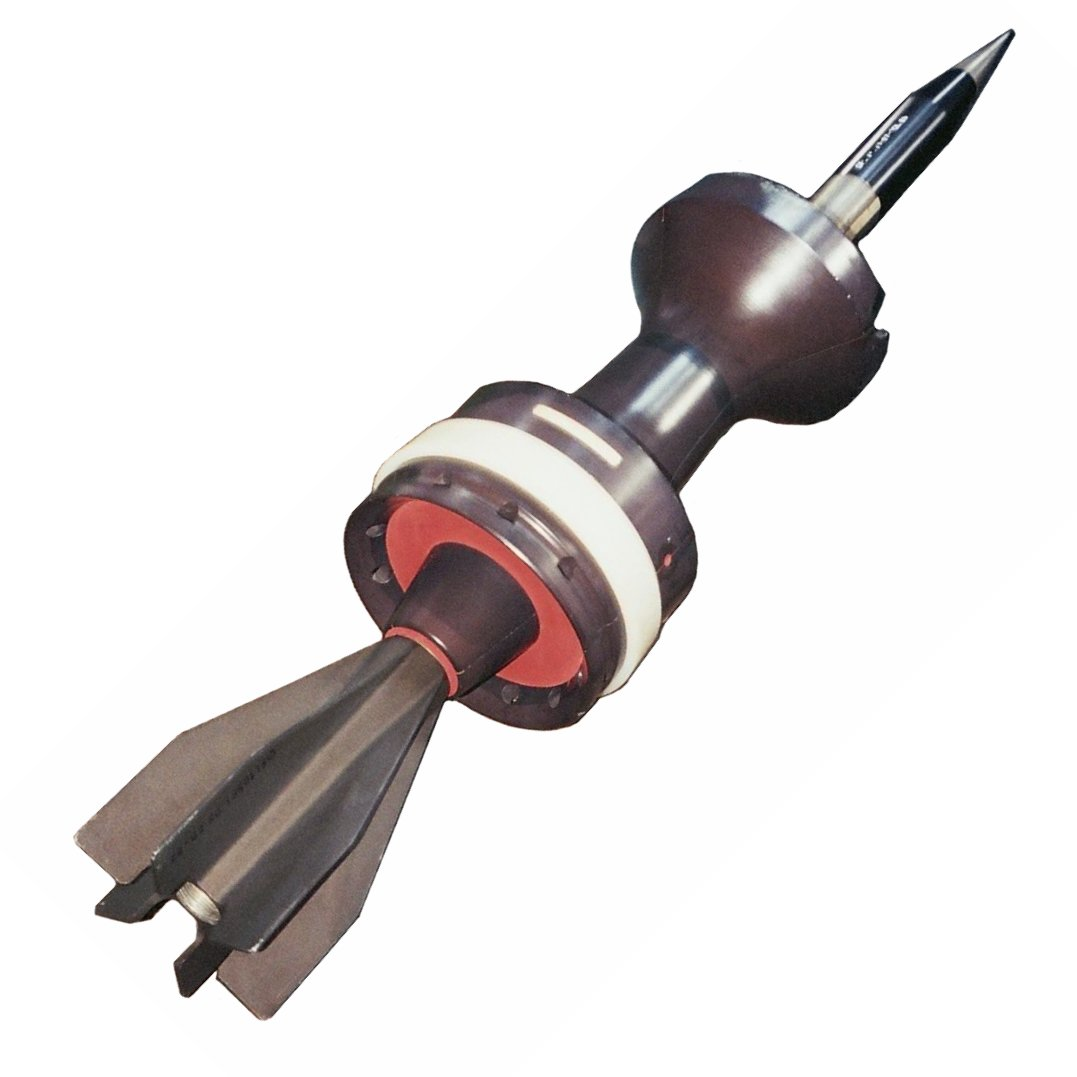
Un obus-flèche OFL 105 F1 français de 105 mm enveloppé dans son sabot.

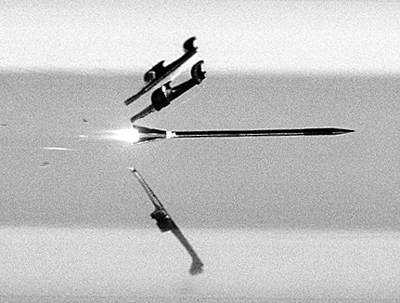
Obus-flèche au moment de la séparation de son sabot de lancement.

Un obus-flèche (OFL, en anglais Armor-Piercing Fin-Stabilized Discarding Sabot, APFSDS) est un type de munition antichar sous-calibrée hypervéloce.

## Principes de base
Lancé à très haute vitesse, un barreau métallique est capable de percer un épais blindage par sa seule énergie cinétique, un faible diamètre et une forte densité accroissent la quantité d'énergie par unité de surface.

### Principe de fonctionnement

#### Tir
La flèche, largement sous-calibrée, est maintenue par un sabot de lancement engagé dans la douille, au départ du coup, ce sabot communique la poussée des gaz à la flèche mais grâce à une ceinture dérapante, ne lui transmet qu'une faible partie de la rotation engendrée par les rayures du canon.

#### En vol
À la sortie du canon, la ceinture dérapante se disloque, la pression des gaz ouvre l'arrière du sabot, la bague de maintien frontale se brise, la pression de l'air sur la face avant écarte les pétales du sabot et la flèche est libérée.

#### Impact et pénétration
Après l'impact s'ensuit une phase de formage durant laquelle le barreau pénètre dans le blindage en se consumant ; les matériaux qui le composent sont alors refoulés autour du barreau (champignonnage) dont l'extrémité ressemble désormais à un champignon. S'il ne s'est pas consommé entièrement dans un blindage trop épais ou disloqué par un blindage réactif ou composite, ce qui reste du barreau va exercer une pression d'interface provoquant l'éclatement du blindage résiduel formant la paroi du compartiment de combat.

## Histoire

### Années 1950

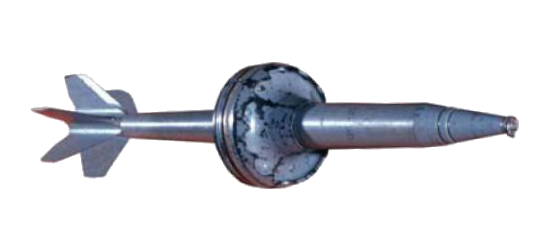
Un obus-flèche 3BM15 de 125 mm similaire à ceux de 100 mm et 115 mm développés en URSS à la fin des années 1950. L'empennage a le même diamètre que le sabot et participe donc au guidage du projectile dans le tube du canon.

Le développement des premiers obus-flèches commença au début des années 1950 en Union Soviétique et aux États-Unis.
Les américains développèrent deux obus-flèches expérimentaux de 90 mm de calibre, la flèche T82E23 pour le canon rayé M3A1 du M48 Patton et la munition T320 pour le canon lisse T208 du prototype de char moyen T95. Si ces deux munitions flèches affichaient déjà des vitesses initiales non-négligeables (1341 m/s et 1570 m/s respectivement), elles avaient l'inconvénient de posséder un faible allongement dû aux connaissances limitées de l'époque sur la métallurgie du tungstène.

### Années 1960
En 1960, la munition flèche 3BM1 entra en dotation pour équiper le canon antichar à âme lisse T-12 de 100 mm de calibre alors en service dans l'armée soviétique.
La flèche 3BM1 était faite intégralement en acier à outil à l'exception d'un petit noyau en carbure de tungstène logé sous la coiffe balistique. Ce modèle de flèche, à la fois simple et économique, fut décliné dans d'autres calibres (115 mm et 125 mm) au cours des années 60 et 70 afin d'armer les chars de combat soviétiques.

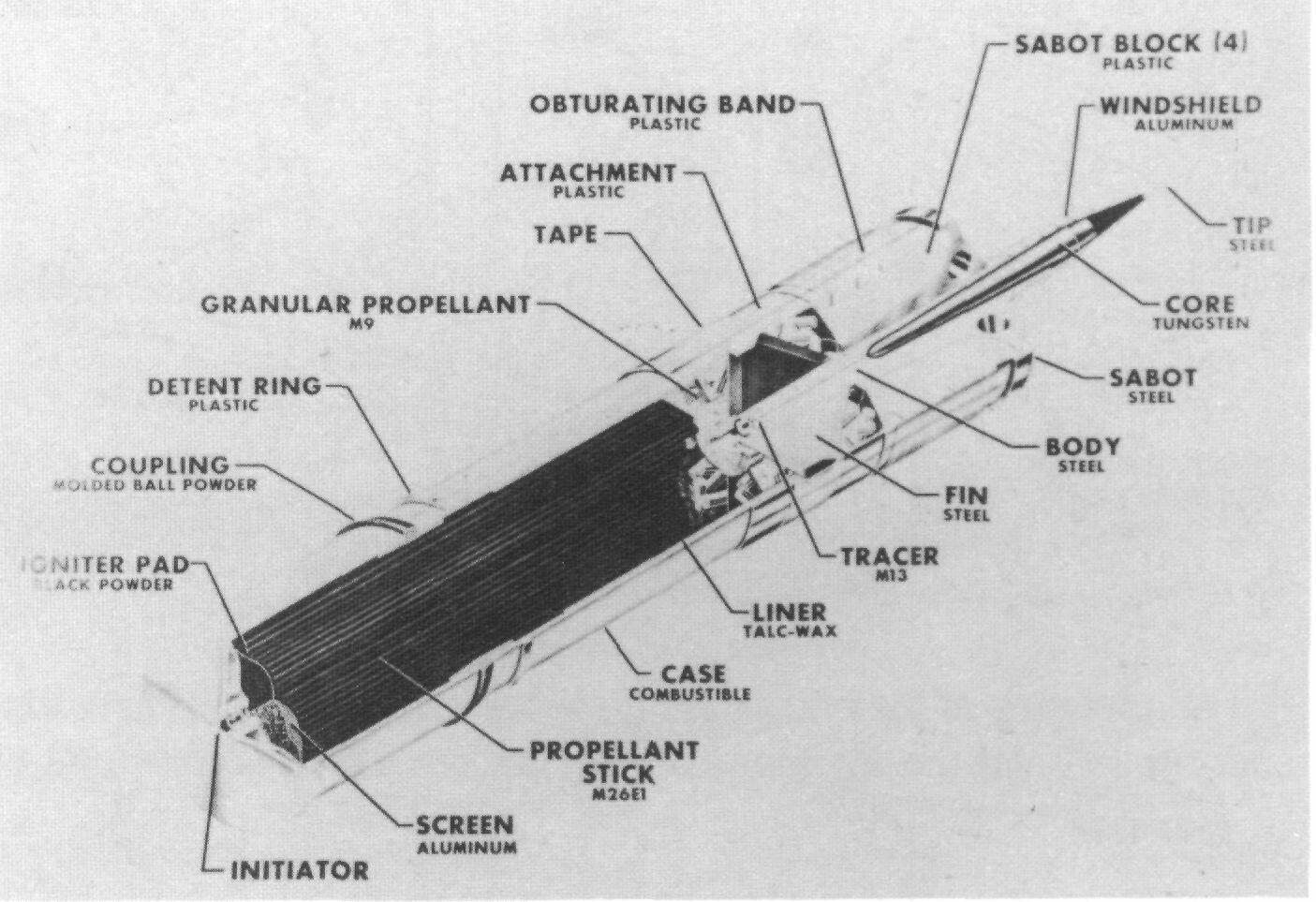
Coupe transversale de l'obus-flèche américain XM578 de calibre 152 mm.

De leur côté, les américains mirent au point au début des années 60 un prototype d'obus-flèche de 120 mm à empennage en forme d'aile delta pour leur canon à âme lisse Delta monté sur le prototype de char moyen T95E8. Le développement de ce canon lisse de 120 mm de calibre ne connut pas de suite mais les travaux furent repris plus tard par Rheinmetall.

De mars 1964 à 1972, l'US Army a mené avec l'arsenal de Picatinny un programme de recherche visant à développer l'obus-flèche XM578 devant être tiré par le canon de 152 mm XM152E5 du char de combat MBT-70 développé conjointement avec l'Allemagne de l'Ouest. Le XM578 était le premier obus-flèche à posséder un pénétrateur fait d'alliage de tungstène, plus dense et moins fragile que le carbure de tungstène utilisé précédemment. Afin de limiter la force de rotation imprimée au projectile par les rayures du canon, le sabot du XM578 était équipé d'une ceinture dérapante en plastique.

### Années 1970
En décembre 1971, le développement du XM803, alternative moins coûteuse au MBT-70 fut annulé. Néanmoins, en 1973 la flèche de la munition XM578 fut façonnée en vue d'être intégrée dans une cartouche de calibre 105 mm au standard OTAN afin de pouvoir être tirée par le canon M68 devant armer le futur char de combat américain XM815 alors en développement. Appelé XM735, cet obus-flèche incorporait un sabot de conception avant-gardiste en aluminium possédant deux points de contact pour assurer le guidage de la flèche dans le tube canon, cette dernière étant ainsi tractée-poussée et non simplement poussée. Ceci permet d'éviter le ballottement du projectile dans le canon lors du tir. La dernière version du prototype appelée XM735E2 fut standardisée en 1978 sous l'appellation de M735 et devint le premier obus-flèche du bloc de l'Ouest à être produit en grande série, par la firme Teledyne Firth Sterling.

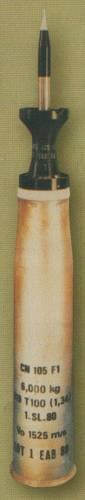
L'OFL 105 F1, première munition flèche française

En France, ce n’est qu’à partir de 1970 que le développement sera mis sur le projectile flèche au titre d’une étude générale initiée par la Direction Technique de l'Armement Terrestre (DTAT) et dont l’Établissement de Fabrication et d'Armement de Bourges (EFAB) est chargé.
Dès 1972, la DTAT présenta un prototype d'obus-flèche devant le DGA d’abord puis
devant le ministre Michel Debré et le CEMAT.
La précision laisse encore à désirer, le passage de la flèche poussée à la flèche tractée-poussée permettra d’atteindre un écart-type de 0,2/1 000 m tant en hauteur qu’en direction et donc de garantir une très bonne probabilité d’atteinte dès le premier coup jusqu’à 2 000 m au moins.
La mise au point du premier obus-flèche français par les équipes de l’EFAB vaudra à l’ingénieur en chef Moreau et à l’ingénieur principal Sauvestre le prix Chanson en 1979. La première application portera sur la revalorisation de l’armement de l’AMX-30B2 qui recevra en dotation la munition flèche OFL 105 F1 à partir de 1981 avec un prix unitaire de l'ordre de 8 000 F français soit 3 125 € /pièce en 2021. Afin d'augmenter également sa létalité contre les blindés légers, la coiffe balistique de l'OFL 105 F1 renferme une centaine de billes métalliques de 0,3 mm maintenues dans de la paraffine solide.
De leur côté, les Britanniques restèrent convaincus de la supériorité de l'obus perforant sous-calibré (APDS) sur l'obus flèche jusqu'en 1973, la RARDE de Fort Halstead se basait sur la supposition que l'obus-flèche était moins précis et perdait plus rapidement sa vélocité (et donc sa capacité de pénétration) avec la distance.
Cependant, en 1975, des essais tripartites furent menés en Grande-Bretagne par le Royaume-Uni, l'Allemagne de l'Ouest et les États-Unis. Les essais balistiques démontrèrent qu'en dépit de sa vitesse initiale élevée de 1578 m/s, l'obus perforant sous-calibré britannique tiré par le canon expérimental EXP-14 de calibre 110 mm n'avait pas la capacité de perforation d'un obus-flèche XM735 de 105 mm. Un obus-flèche de calibre 110 mm fut donc développé en urgence la même année afin de prouver le potentiel de développement du canon de 110 mm mais les Britanniques furent écartés de la compétition à la suite de la décision des Américains de vouloir un canon d'un calibre de calibre 120 mm pour armer le futur char de combat XM-1.
Les Israéliens quant à eux, introduisent en 1978 le M111 Hetz-6 (flèche 6) en parallèle de l'entrée en service de leur premier char de combat, le Merkava Mk. 1. Le M111 innove par son barreau entièrement fait en alliage de tungstène (conception dite monobloc). Il possède également sous sa coiffe balistique une série de trois tampons cylindriques superposés en tungstène qui réduisent la probabilité de ricochet sur un blindage fortement incliné. En 1982, l'URSS mit la main sur une poignée d'obus-flèches M111, testée à Koubinka, la flèche israélienne se révéla capable de percer le glacis de leur nouveau T-72A à distance de combat.

### Années 1980
En 1981, l'obus-flèche américain M774 est le premier obus-flèche en uranium appauvri à être produit en grande série. Fabriqué par Nuclear Metals, Inc. (Primex Technologies), il contient un barreau de conception monobloc fait en alliage d'uranium appauvri staballoy d'une masse de 3,4 kg (la flèche, sans son sabot, pèse 3,61 kg).

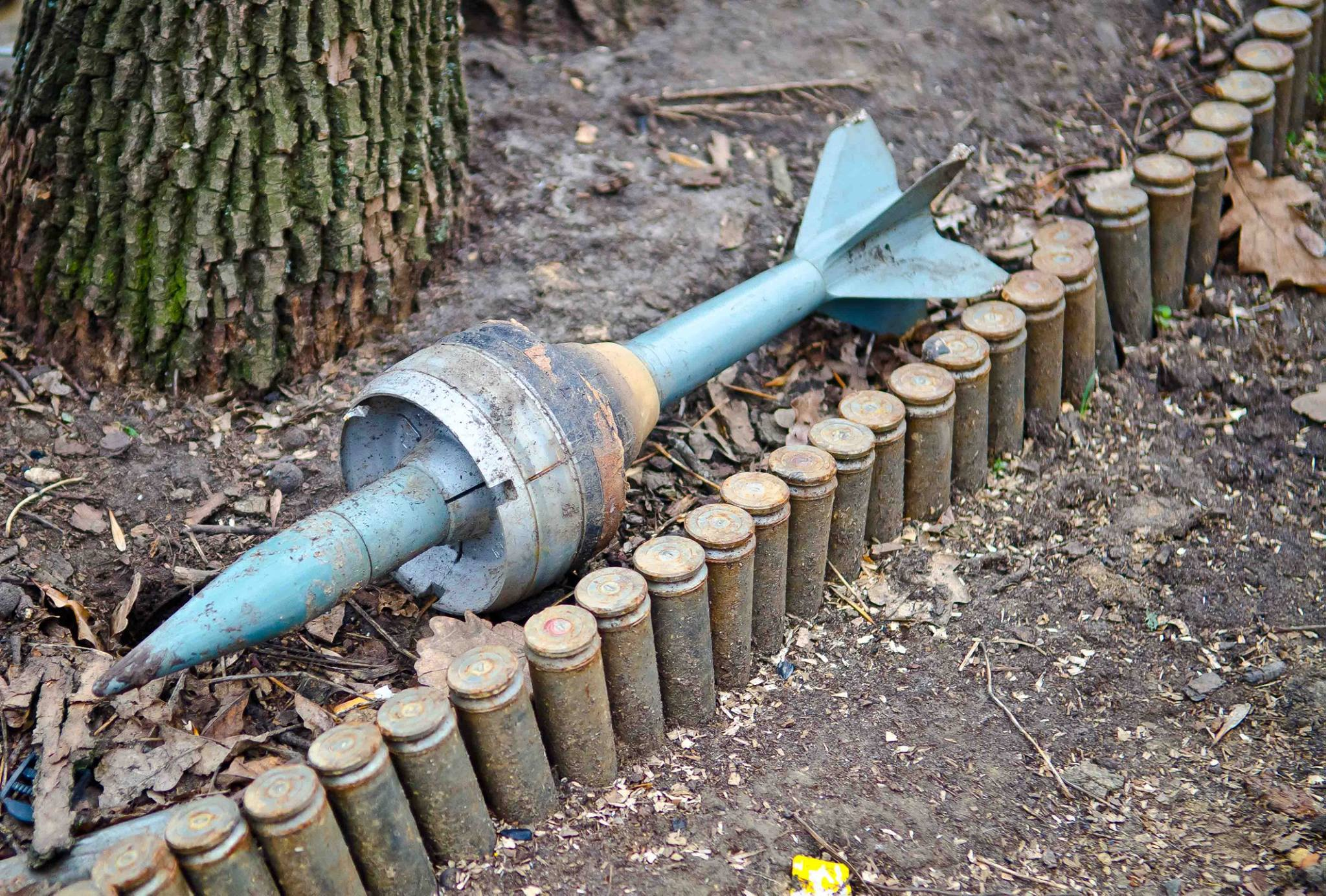
Le 3BM26 Nadezhda est le premier obus-flèche soviétique à posséder un sabot de conception nouvelle et fait d'alliage d'aluminium.

Afin de percer les blindages composites employés sur les nouveaux chars de combat Léopard 2, Abrams et Challenger de l'OTAN, les Soviétiques menèrent un projet de recherche et de développement de 1977 à 1985 visant à concevoir un obus-flèche de nouvelle génération. Le fruit de cette recherche fut la munition 3BM32 Vant (hauban) de calibre 125 mm conçue en matériau B, un alliage d'uranium appauvri, de zinc et de nickel. Le Vant possédait un barreau de conception entièrement monobloc, et reprenait le sabot allégé en alliage d'aluminium V-96Ts1 avec sa ceinture d'étanchéité en plastique utilisée précédemment par la munition flèche du même calibre 3BM26 Nadezhda (espoir), entrée en service deux années auparavant.

### Années 1990

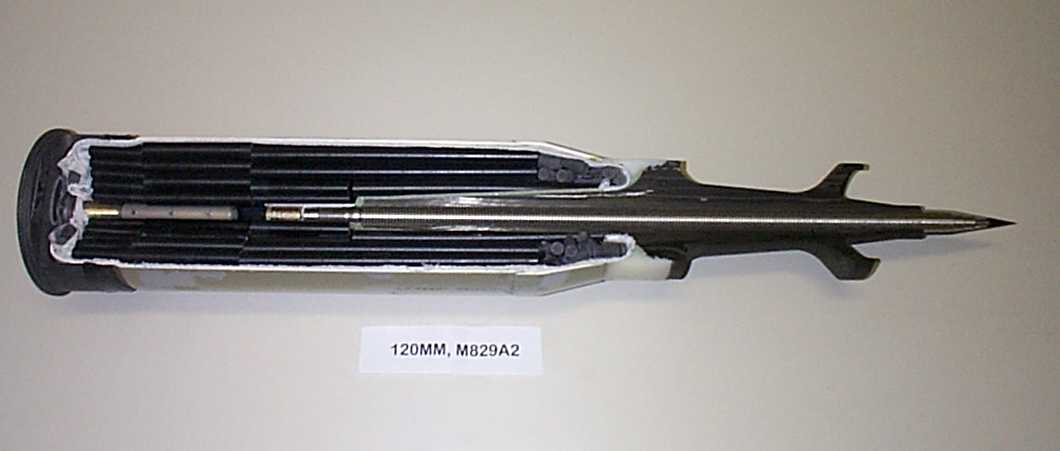
Le charge propulsive du M829A2 contient 800 g de JA-2 en plus que le M829A1 grâce à l'optimisation de l'agencement des granules de poudre à l'intérieur de la cartouche.

Adopté en 1994 par l'US Army, le M829A2 est le premier obus-flèche à posséder un sabot dont les pétales sont faits en carbone-époxy, cette solution en matériaux composites permet un gain de masse de l'ordre de 35 % par rapport à un sabot en aluminium. La masse de la charge propulsive a également pu être revue à la hausse en ne disposant plus les granules de poudre JA-2 à double base en vrac mais en les empilant à la manière de bâtonnets.
En 1990, Royal Ordnance travaillait sur un nouveau modèle d'obus-flèche pour le canon de calibre 120 mm L30 devant armer le futur char de combat britannique Challenger 2. Baptisée CHARM 3, cette munition flèche avait la particularité de ne pas être perturbée par l'explosion d'un blindage réactif explosif, elle sera mise en service en 1999 sous l'appellation L27.

### Années 2000
En février 2001, le ministère fédéral de la Défense commanda 27000 obus-flèches DM53 de 120 mm pour le compte de la Bundeswehr. Conçu par Rheinmetall DeTec, cette munition à la particularité de posséder une cartouche incendiaire à l'arrière de son projectile flèche dans le but d'augmenter sa létalité après avoir traversé un blindage. L'arrière étant habituellement occupé par un traceur.

### Années 2010
En 2016, l'US Army adopte le M829A4. Conçu par Alliant Techsystems, il représente la cinquième génération d'obus-flèches américains de 120 mm en uranium appauvri. La cartouche du M829A4 à la particularité d'intégrer dans son culot une bague d'interface permettant d'établir une liaison de données entre la conduite de tir automatisée du char Abrams et la munition.

## Autres développements
Durant les années 1950, l'AAI Corporation a développé, dans le cadre du projet SALVO, une munition flèche XM110 d'un calibre de 5,6 mm pour le prototype de fusil d'assaut SPIW. La cartouche renfermait une fléchette de 1,8 mm de diamètre enveloppée dans un sabot de lancement en polyester renforcé de fibres de verre.
Le prototype de fusil anti-matériel Steyr IWS 2000 conçu durant les années 1980 tirait une munition flèche d'un calibre de 15,2 mm pesant 20 g. Possédant une vitesse initiale de 1 450 m/s, le projectile sous-calibré était capable de perforer 40 mm d'acier à blindage à une distance de 1 000 m.

## Galerie photo

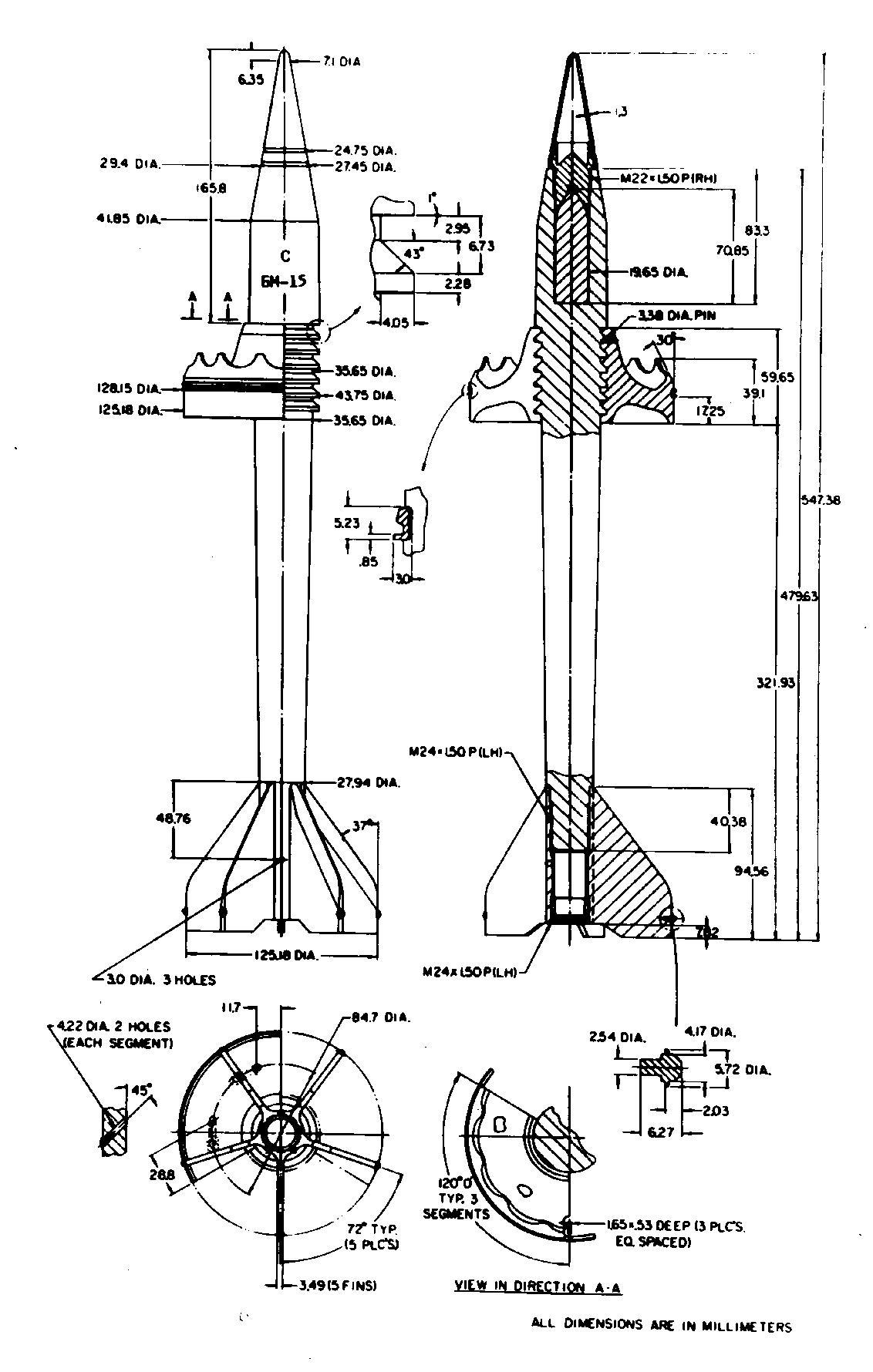
Écorché d'un obus-flèche 3BM15 de 125 mm. Entré en dotation en 1972, il est intégralement en acier maraging à l'exception de son noyau en carbure de tungstène.
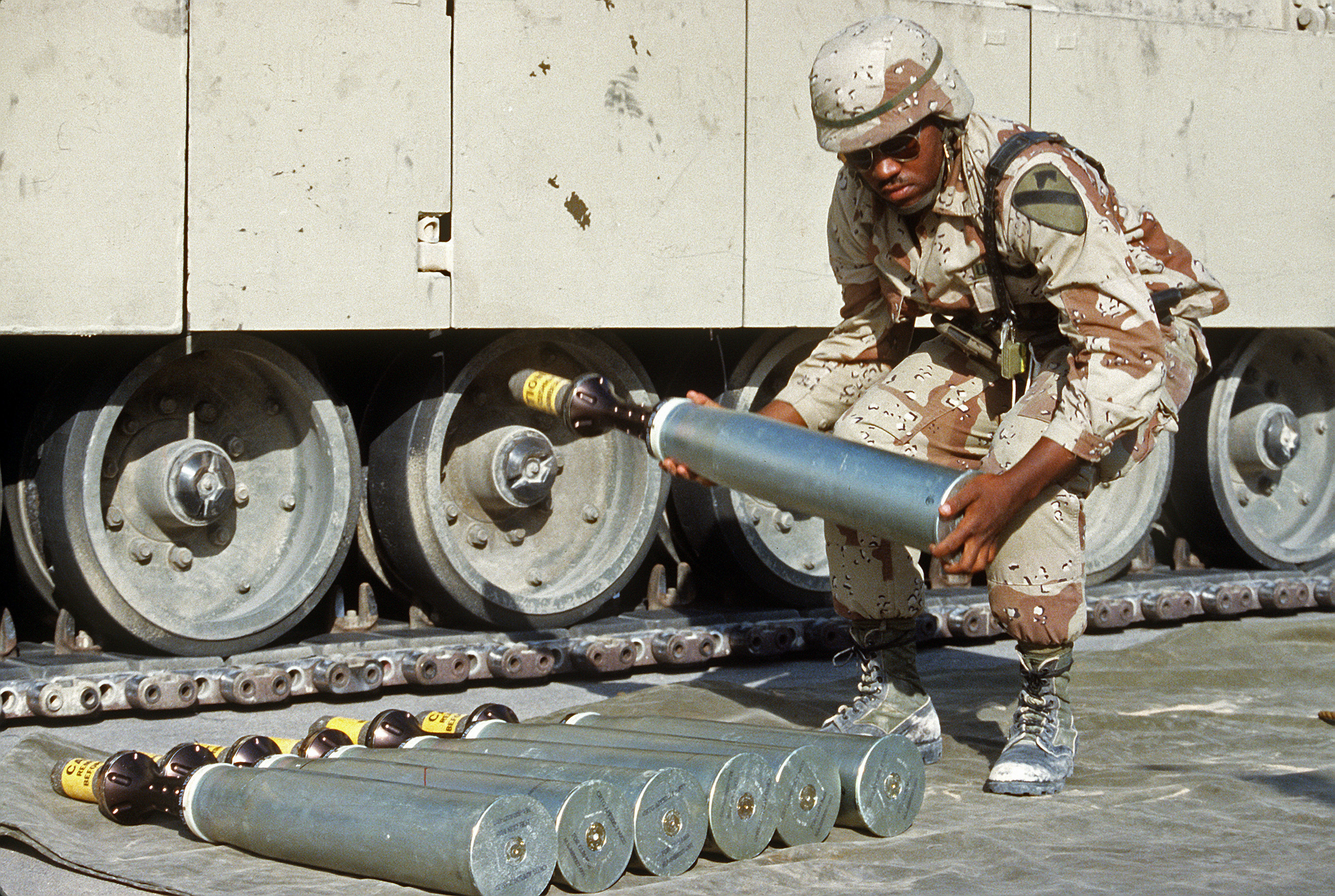
Un militaire américain manipulant un obus-flèche en uranium appauvri M833 de 105 mm durant l'opération Bouclier du désert. La pointe du M833 est recouverte d'un embout protecteur en polystyrène.
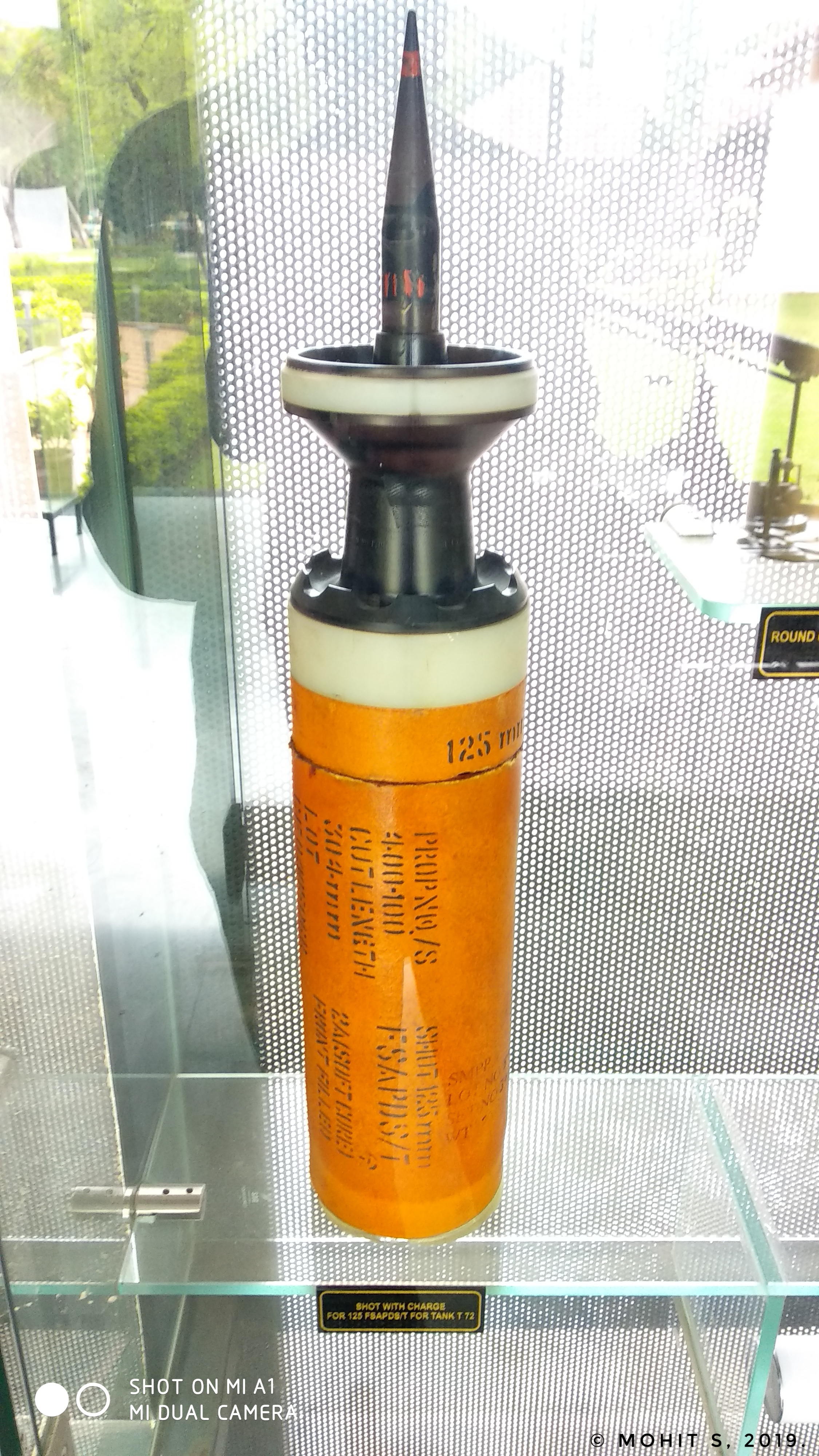
Un obus-flèche indien 125 mm FSAPDS Mk. I de 125 mm.
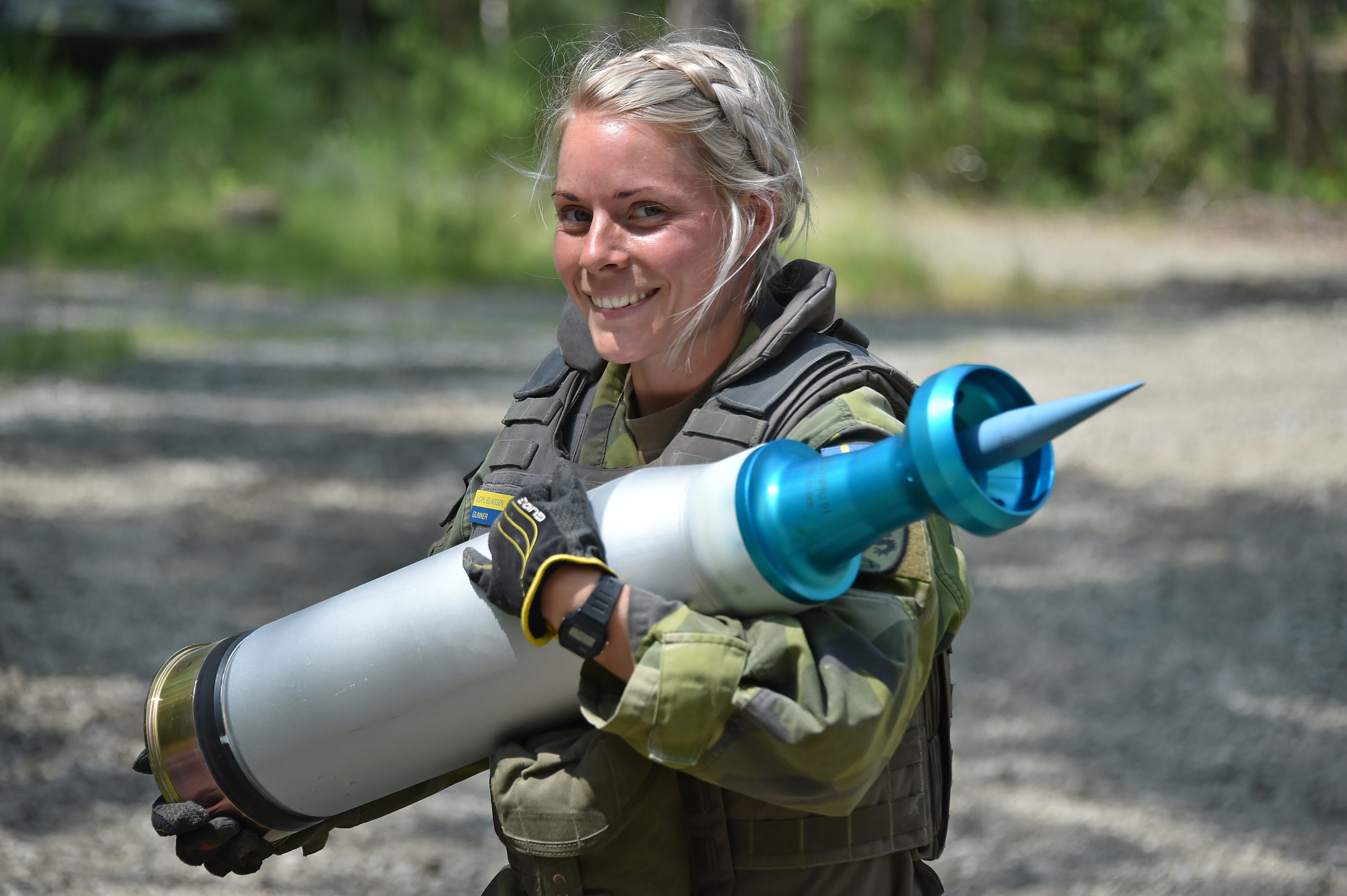
Une tankiste suédoise du régiment de blindés de Skaraborg transportant une munition flèche d'exercice Slövnprj01 lors de la compétition Strong Europe Tank Challenge, en 2018.
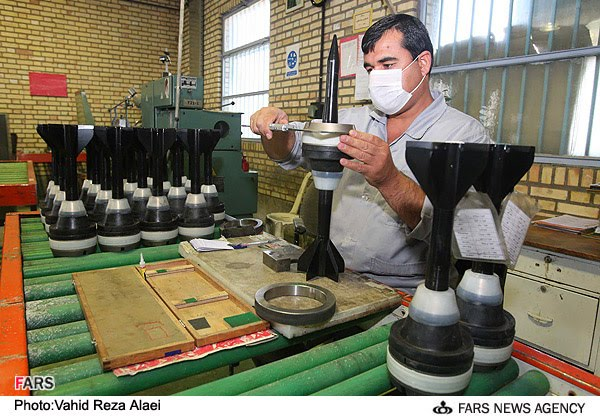
Un ouvrier iranien assemblant le sabot d'un obus-flèche de 125 mm.
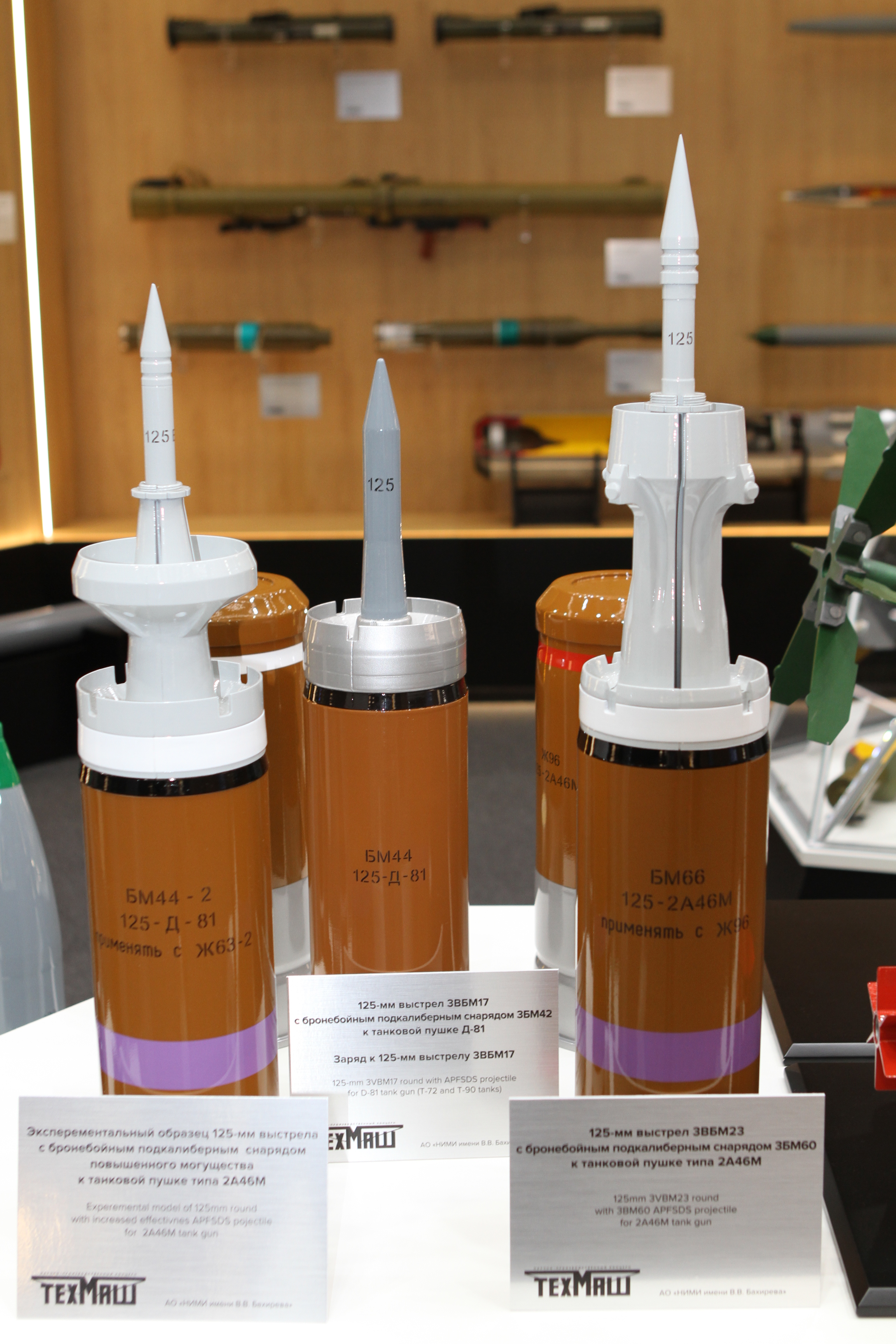
Les derniers modèles d'obus-flèche russes de 125 mm présentés à Patriot park lors de l'évènement Army-2020. De Gauche à droite : 3BM42-2, 3BM42 Mango et 3BM60 Svinets-2.
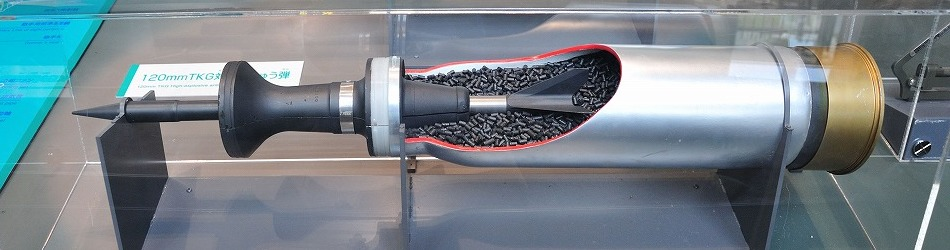
L'obus-flèche japonais JM33 de 120 mm est une version produite sous licence de l'obus-flèche allemand DM33 du même calibre.